# Območje H I
Območje H I je medzvezdni oblak sestavljen iz nevtralnega atomarnega vodika (H I) z dodatkom helija in lokalnih sledi težjih elementov. Te regije ne svetijo v vidni svetlobi, temveč sevajo elektromagnetno valovanje z valovno dolžino 21 cm. Svetloba s to valovno dolžino ima zelo manjšo zmožnost prehoda, zato so potrebne velike količine vodika, če ga hočemo videti. Na ionizacijskih frontah, kjer območja H I trčijo z razširjajočim se ioniziranim plinom (kakršna so območja H II), sveti svetleje kot drugje. Raven ionizacije v H I regijah je zelo nizka; ioniziran je le en delec od deset tisočih. Temperatura območja H I je okoli 100 K (-170 °C).
Kartiranje emisij območij H I z radijskom teleskopom je tehnika, ki se uporablja za določanje strukture spiralnih galaksij. Uporablja se tudi za kartiranje gravitacijskih motenj med galaksijami. Ko dve galaksiji trčita, je material potegnjen iz njiju v vlakna, opazovanje katerih dovoljuje astronomom določitev smeri gibanja galaksij.
Območja H I absorbirajo fotone, ki imajo dovolj energije, da  ionizirajo vodik, za kar je potrebovanih 13,6 elektronvoltov. V Rimski cesti so skorajda vsenavzorče, tako da je Lockmanova luknja eno izmed redkih oken, skozi katera so možna jasna opazovanja oddaljenih objektov v visokoenergijski ultravijolični svetlobi in rentgenskih žarkih.